# Physematium fragile
Physematium fragile là một loài dương xỉ trong họ Woodsiaceae. Loài này được Kunze mô tả khoa học đầu tiên năm 1837.
Danh pháp khoa học của loài này chưa được làm sáng tỏ. 